# NGC 4310
NGC 4310 (NGC 4338) é uma galáxia lenticular (SB0) localizada na direcção da constelação de Coma Berenices. Possui uma declinação de +29° 12' 29" e uma ascensão recta de 12 horas, 22 minutos e 26,4 segundos.
A galáxia NGC 4310 foi descoberta em 11 de Abril de 1785 por William Herschel.